# Beezie Madden
Elizabeth (Beezie) Madden (Milwaukee, 20 november 1963) is een  Amerikaanse azamone, die gespecialiseerd is in springen. Madden nam voor de eerste maal deel aan een mondiaal toernooi bij de Wereldruiterspelen 2002. Madden werd olympisch kampioen met de Amerikaanse springploeg tijdens de Olympische Zomerspelen 2004. Tijdens de Wereldruiterspelen 2006 won Maden zowel de zilveren medaille individueel als in de landenwedstrijd. In 2008 prolongeerde Madden haar olympische titel in de landenwedstrijd tevens won ze de bronzen medaille individueel. Madden moest tijdens de Olympische Zomerspelen 2012 opgegeven vanwege twee weigeringen van haar paard bij een hindernis, haar drie ploeggenoten zorgde voor een zesde plaats in de landenwedstrijd.  Tijdens de Wereldruiterspelen 2014 behaalde Madden zowel individueel als in de landenwedstrijd de bronzen medaille. Madden behaalde bij haar vierde Olympische Zomerspelen in Rio de Janeiro de zilveren medaille in de landenwedstrijd.

## Resultaten
- Wereldruiterspelen 2002 in Jerez de la Frontera 29e in de springconcours met Judgement
- Wereldruiterspelen 2002 in Jerez de la Frontera 6e in de springconcours landenwedstrijd met Judgement
- Olympische Zomerspelen 2004 in Athene 28e springconcours met Authentic
- Olympische Zomerspelen 2004 in Athene  landenwedstrijd springconcours met Authentic
- Wereldruiterspelen 2006 in Aken  in de springconcours met Authentic
- Wereldruiterspelen 2006 in Aken  in de springconcours landenwedstrijd met Authentic
- Olympische Zomerspelen 2008 in Hongkong  springconcours met Authentic
- Olympische Zomerspelen 2008 in Hongkong  landenwedstrijd springconcours met Authentic
- Olympische Zomerspelen 2012 in Londen uitgeschakeld springconcours met Via Volo
- Olympische Zomerspelen 2012 in Londen 6e landenwedstrijd springconcours met Via Volo
- Wereldruiterspelen 2014 in Caen  in de springconcours met Cortes C
- Wereldruiterspelen 2014 in Caen  in de springconcours landenwedstrijd met Cortes C
- Olympische Zomerspelen 2016 in Rio de Janeiro 46e springconcours met Cortes C
- Olympische Zomerspelen 2016 in Rio de Janeiro  landenwedstrijd springconcours met Cortes C

1912: Lewenhaupt, Kilman, von Rosen ·
1920: König, von Rosen, Norling ·
1924: Thelning, Ståhle, Lundström ·
1928: Navarro, Álvarez, García ·
1936: Hasse, von Barnekow, Brandt ·
1948: Mariles, Uriza, Valdés ·
1952: White, Stewart, Llewellyn ·
1956: Winkler, Thiedemann, Lütke-Westhues ·
1960: Winkler, Thiedemann, Schockemöhle ·
1964: Schridde, Jarasinski, Winkler ·
1968: Day, Gayford, Elder ·
1972: Ligges, Wiltfang, Steenken, Winkler ·
1976: Parot, Rozier, Roguet, Roche ·
1980: Tsjoekanov, Poganovsky, Asmaje, Korolkov ·
1984: Fargis, Homfeld, Burr Howard, Smith ·
1988: Beerbaum, Brinkmann, Hafemeister, Sloothaak ·
1992: Raijmakers, Romp, Tops, Lansink ·
1996: Sloothaak, Nieberg, Kirchhoff, Beerbaum ·
2000: Beerbaum, Nieberg, Ehning, Becker ·
2004: Wylde, Ward, Madden, Kappler ·
2008: Ward, Kraut, Simpson, Madden ·
2012: Skelton, Maher, Brash, Charles ·
2016: Rozier, Staut, Bost, Leprévost ·
2020: von Eckermann, Baryard-Johnsson, Fredricson ·
2024: Maher, Charles, Brash